# Кейфуку-Мару
Кейфуку-Мару — транспортне судно, яке під час Другої світової війни взяло участь у операціях японських збройних сил в архіпелазі Бісмарка.

## Передвоєнна служба
Кейфуку-Мару спорудили в 1919 році на верфі компанії Kawasaki Shipyard у Кобе для компанії Kawasaki Dockyard.
У 1922-му новим власником Кейфуку-Мару стала компанія Kokusai Kisen, а в 1933-му воно перейшло до Daiko Shosen.
18 листопада 1941-го судно реквізували для потреб Імперської армії Японії та призначили для транспортування військ.

## Обставини загибелі
На початку січня 1943-го судно розвантажувалось у Рабаулі — головній передовій базі у архіпелазі Бісмарка, з якої японці провадили операції на Соломонових островах та сході Нової Гвінеї. 6 січня на це місто вчинили наліт 12 бомбардувальників — по 6 B-17 «Літаюча фортеця» та B-24 «Ліберейтор». Один з літаків B-17 відбомбився по Кейфуку-Мару, обабіч центральної частини якого лягло по 227-кг бомбі. Хоча вони не влучили в саме судно, проте близких вибухів виявилось достатньо, щоб потопити його. Загинули три члени екіпажу (за іншими даними — 1 член екіпажу був поранений).